# Frances Schroth
Frances Cowells Schroth (Toledo (Ohio), 11 april 1893 - Guadalajara, 14 juni 1970) was een Amerikaans zwemmer.

## Biografie
Schroth won tijdens de Olympische Zomerspelen van 1920 goud op de 4x100m vrije slag met een voorsprong van 30 seconden. Op de 100 meter en 300 meter vrije slag won Schroth de bronzen medaille.
1912: Moore, Fletcher, Speirs, Steer ·
1920: Woodbridge, Schroth, Guest, Bleibtrey ·
1924: Donnelly, Ederle, Lackie, Wehselau ·
1928: Lambert, Osipowich, Saville, Norelius ·
1932: Johns, Saville, McKim, Madison ·
1936: Selbach, Wagner, den Ouden, Mastenbroek ·
1948: Corridon, Kalama, Helser, Curtis ·
1952: I. Novák, Temes, É. Novák, Szőke ·
1956: Fraser, Leech, Morgan, Crapp ·
1960: Spillane, Stobs, Wood, von Saltza ·
1964: Stouder, de Varona, Watson, Ellis ·
1968: Barkman, Gustavson, Pedersen, Henne ·
1972: Babashoff, Barkman, Kemp, Neilson ·
1976: Peyton, Sterkel, Babashoff, Boglioli ·
1980: Krause, Metschuck, Diers, Hülsenbeck ·
1984: Johnson, Steinseifer, Torres, Hogshead ·
1988: Otto, Meißner, Hunger, Stellmach ·
1992: Haislett, Martino, Thompson, Torres ·
1996: Martino, Van Dyken, Fox, Thompson ·
2000: Van Dyken, Shealy, Thompson, Torres ·
2004: Mills, Lenton, Thomas, Henry ·
2008: Dekker, Kromowidjojo, Heemskerk, Veldhuis ·
2012: Coutts, C. Campbell, Elmslie, Schlanger ·
2016: McKeon, Elmslie, B. Campbell, C. Campbell ·
2020: B. Campbell, Harris, McKeon, C. Campbell ·
2024: O'Callaghan, Jack, McKeon, Harris